# Amanda Perez (Fußballspielerin)
Amanda Araceli Perez Murillo (* 31. Juli 1994 in Hayward, Kalifornien, Vereinigte Staaten) ist eine mexikanische Fußballspielerin.

## Karriere

### Verein
Amanda Perez spielte in ihrer Jugend für den PSV Union FC aus Palo Alto und läuft seit dem Jahr 2013 für die Fußballmannschaft der University of Washington, die Washington Huskies, auf. Danach wechselte sie nach Skandinavien und später zu Sporting Lissabon. Seit 2021 ist sie in Mexiko beim Club América aktiv.

### Nationalmannschaft
Perez war Teil der mexikanischen U-17- und U-20-Nationalmannschaften und nahm unter anderem an der U-17-Weltmeisterschaft 2010 und den U-20-Weltmeisterschaften 2012 und 2014 teil. Im Jahr 2013 debütierte sie im Rahmen des Algarve-Cups in der mexikanischen A-Nationalmannschaft und kam dort in zwei Spielen zum Einsatz. Für den CONCACAF Women’s Gold Cup 2014, bei dem sich Mexiko als Dritter für die WM 2015 qualifizierte, wurde sie nicht nominiert, aber in den Kader der Mexikanerinnen für die WM in Kanada berufen.

## Privates
Perez’ ältere Schwester Veronica Perez (* 1988) ist ebenfalls mexikanische Fußballnationalspielerin und ebenfalls Mitglied des 2015er WM-Kaders.